# 自衛隊東京地方協力本部
自衛隊東京地方協力本部（じえいたいとうきょうちほうきょうりょくほんぶ、Tokyo Provincial Cooperation Office）は、東京都新宿区市谷本村町10番1号に所在する、自衛隊地方協力本部のひとつ。陸・海・空自衛隊共同の機関だが、通常は陸上自衛隊の東部方面総監の指揮監督下にある。管轄する地域における防衛省・自衛隊の総合窓口として東京都管内で活動する。本部長は陸将補の階級にある自衛官が充てられる。
防衛省市ヶ谷地区内にあった旧本部庁舎は施設の老朽化及び防衛省内の施設再配置計画に伴い取り壊され、同区内の民間企業が運営するビルに移転し業務を行っていたが、2018年6月、市ヶ谷の外務省子弟寮跡地に新庁舎が完成し、移転した。

## 沿革
- 1956年（昭和31年）8月1日 - 自衛隊東京地方連絡部が編成され[3]、本部庁舎が竹橋に開庁。
- 1960年（昭和35年）1月22日 - 本部庁舎が檜町に移転。
- 1962年（昭和37年）12月21日 - 本部庁舎が市ヶ谷に移転。
- 1978年（昭和53年）5月2日 - 新庁舎に移転。
- 2006年（平成18年）7月31日 - 自衛隊東京地方協力本部に改編される。
- 2014年（平成26年）7月28日 - 本部庁舎の老朽化及び防衛省再配置計画に基づき防衛省市ヶ谷地区から新宿区6丁目の新宿イーストサイドスクエアに移転。
- 2018年（平成30年）6月18日 - 市ヶ谷に新庁舎が完成し移転[4]。
- 2021年（令和03年）4月1日 - 最先任上級曹長が設置[5]。

## 本部
- 企画室
- 総務課
- 募集課
- 援護課
- 予備自衛官課
- 渉外広報室

## 出先機関
- 足立地域事務所　担当地区：足立区
- 北地域事務所　担当地区：板橋区、北区
- 練馬地域事務所　担当地区：練馬区
- 西東京地域事務所　担当地区：西東京市、武蔵野市、三鷹市、小金井市
- 八王子地域事務所　担当地区：八王子市
- 大田出張所　担当地区：大田区、青ヶ島村、小笠原村、八丈町、御蔵島村、三宅村
- 江東出張所　担当地区：江東区、墨田区
- 台東出張所　担当地区：台東区、荒川区、文京区
- 港出張所　担当地区：渋谷区、千代田区、中央区、港区、大島町、神津島村、利島村、新島村
- 豊島出張所　担当地区：新宿区、豊島区
- 立川出張所　担当地域：立川市、昭島市、武蔵村山市
- 新小岩募集案内所　担当地区：葛飾区、江戸川区
- 五反田募集案内所　担当地区：品川区、目黒区
- 高円寺募集案内所　担当地区：杉並区、中野区
- 世田谷募集案内所　担当地区：世田谷区
- 福生募集案内所　担当地区：福生市、青梅市、羽村市、あきる野市、瑞穂町、奥多摩町、日の出町、檜原村
- 府中分駐所　担当地区：稲城市、狛江市、多摩市、調布市、府中市
- 国分寺募集案内所　担当地区：国分寺市、小平市、東村山市、国立市、東大和市、清瀬市、東久留米市
- 町田募集案内所　担当地区：町田市

## 主要幹部
| 官職名                   | 階級   | 氏名     | 補職発令日     | 前職                            |
| ------------------------ | ------ | -------- | -------------- | ------------------------------- |
| 自衛隊東京地方協力本部長 | 陸将補 | 鹿子島洋 | 2025年08月01日 | 第3施設団長 兼 南恵庭駐屯地司令 |

| 代 | 階級   | 氏名       | 在職期間                                                 | 出身校・期                       | 前職                                                    | 後職                                             |
| -- | ------ | ---------- | -------------------------------------------------------- | -------------------------------- | ------------------------------------------------------- | ------------------------------------------------ |
| 01 | 事務官 | 土田精     | 1956年08月01日 - 1961年06月07日                          | 栃木県立商業 大正8年卒           | 自衛隊中央病院総務部長                                  | 陸上幕僚監部付                                   |
| 02 | 陸将補 | 益田兼利   | 1961年06月08日 - 1962年03月15日                          | 陸士46期・ 陸大54期              | 陸上幕僚監部第3部副部長                                 | 陸上幕僚監部募集課長                             |
| 03 | 陸将補 | 上妻正康   | 1962年03月16日 - 1964年07月15日                          | 陸士47期・ 陸大55期              | 第5師団司令部幕僚長                                     | 西部方面総監部幕僚長 兼 健軍駐とん地司令         |
| 04 | 事務官 | 丸山好雄   | 1964年07月16日 - 1968年03月15日                          | 立正大学 昭和6年卒               | 東部方面総監部付                                        | 退職                                             |
| 05 | 陸将補 | 平林克己   | 1968年03月16日 - 1970年06月30日                          | 陸士51期・ 陸大58期              | 陸上幕僚監部第4部副部長                                 | 中部方面総監部幕僚長 兼 伊丹駐とん地司令         |
| 06 | 陸将補 | 大元重夫   | 1970年07月01日 - 1972年03月15日                          | 陸士51期・ 陸大60期              | 中部方面総監部幕僚副長                                  | 陸上自衛隊幹部候補生学校長 兼 前川原駐とん地司令 |
| 07 | 陸将補 | 植松貞義   | 1972年03月16日 - 1973年06月30日                          | 陸士53期                         | 西部方面総監部幕僚長 兼 健軍駐とん地司令                | 陸上自衛隊高射学校長 兼 下志津駐とん地司令       |
| 08 | 陸将補 | 大野敏夫   | 1973年07月01日 - 1975年06月30日                          | 陸士55期                         | 陸上幕僚監部第5部副部長                                 | 陸上自衛隊関西地区補給処長 兼 宇治駐とん地司令   |
| 09 | 陸将補 | 川久保太郎 | 1975年07月01日 - 1977年03月15日                          | 陸士56期                         | 陸上幕僚監部総務課長                                    | 陸上自衛隊東北地区補給処長                       |
| 10 | 陸将補 | 中川又一   | 1977年03月16日 - 1978年06月30日                          | 陸士57期                         | 陸上幕僚監部第5部副部長                                 | 防衛研修所副所長                                 |
| 11 | 陸将補 | 瀧武正     | 1978年07月01日 - 1979年06月30日 ※1979年04月06日 陸将昇任 | 陸士59期                         | 陸上自衛隊富士学校普通科部長                            | 第9師団長                                        |
| 12 | 陸将補 | 松崎久     | 1979年07月01日 - 1981年06月30日                          | 軍官校5期                        | 陸上幕僚監部人事部募集課長                              | 東部方面総監部幕僚長 兼 市ヶ谷駐とん地司令       |
| 13 | 陸将補 | 増岡鼎     | 1981年07月01日 - 1983年03月15日                          | 名幼47期・ 早稲田大専 昭和25年卒 | 西部方面総監部幕僚副長                                  | 第9師団長                                        |
| 14 | 陸将補 | 宮澤作太郎 | 1983年03月16日 - 1984年03月15日                          | 中央大学 昭和28年卒              | 陸上自衛隊高射学校副校長 兼 企画室長                    | 陸上自衛隊高射学校長 兼 下志津駐屯地司令         |
| 15 | 陸将補 | 平松幹良   | 1984年03月16日 - 1985年06月30日 ※1984年07月01日 陸将昇任 | 中央大学 昭和29年卒              | 自衛隊熊本地方連絡部長                                  | 陸上自衛隊東北地区補給処長                       |
| 16 | 陸将補 | 黒田崧     | 1985年07月01日 - 1987年03月15日                          | 拓殖大学 昭和29年卒              | 第1混成団長 兼 那覇駐屯地司令                           | 第4師団長                                        |
| 17 | 陸将補 | 小谷章     | 1987年03月16日 - 1989年03月15日                          | 防大1期                          | 第3施設団長 兼 南恵庭駐屯地司令                         | 技術研究本部技術開発官 （陸上担当）              |
| 18 | 陸将補 | 川名正浩   | 1989年03月16日 - 1990年07月08日                          | 防大5期                          | 東北方面総監部幕僚副長                                  | 東部方面総監部幕僚長 兼 市ヶ谷駐屯地司令         |
| 19 | 陸将補 | 大越兼行   | 1990年07月09日 - 1992年03月15日                          | 防大7期                          | 北部方面総監部幕僚副長                                  | 統合幕僚会議事務局第5幕僚室長                    |
| 20 | 陸将補 | 大北太一郎 | 1992年03月16日 - 1993年06月30日                          | 防大8期                          | 西部方面総監部幕僚副長                                  | 北部方面総監部幕僚長 兼 札幌駐屯地司令           |
| 21 | 陸将補 | 安村勇德   | 1993年07月01日 - 1995年06月29日                          | 防大10期                         | 東北方面総監部幕僚副長                                  | 統合幕僚会議事務局第2幕僚室長                    |
| 22 | 陸将補 | 佐山詔介   | 1995年06月30日 - 1997年03月25日                          | 防大11期                         | 東北方面総監部幕僚副長                                  | 西部方面総監部幕僚長 兼 健軍駐屯地司令           |
| 23 | 陸将補 | 柳澤壽昭   | 1997年03月26日 - 1999年07月08日                          | 防大13期                         | 東北方面総監部幕僚副長                                  | 東北方面総監部幕僚長 兼 仙台駐屯地司令           |
| 24 | 陸将補 | 澤山正一   | 1999年07月09日 - 2001年12月02日                          | 防大16期                         | 中部方面総監部幕僚副長                                  | 陸上幕僚監部監理部長                             |
| 25 | 陸将補 | 三本明世   | 2001年12月03日 - 2003年03月26日                          | 防大19期                         | 陸上幕僚監部教育訓練部教育課長                          | 陸上幕僚監部装備部副部長                         |
| 26 | 陸将補 | 用田和仁   | 2003年03月27日 - 2004年08月29日                          | 防大19期                         | 中部方面総監部幕僚副長                                  | 陸上幕僚監部教育訓練部長                         |
| 27 | 陸将補 | 木﨑俊造   | 2004年08月30日 - 2005年07月27日                          | 防大20期                         | 中部方面総監部幕僚副長                                  | 陸上幕僚監部装備部長                             |
| 28 | 陸将補 | 千葉徳次郎 | 2005年07月28日 - 2006年08月03日                          | 生徒15期・ 防大21期              | 東北方面総監部幕僚副長                                  | 東部方面総監部幕僚長 兼 朝霞駐屯地司令           |
| 29 | 陸将補 | 渡部悦和   | 2006年08月04日 - 2007年08月31日                          | 東京大学・ 昭和53年卒            | 東部方面総監部幕僚副長                                  | 防衛研究所副所長                                 |
| 30 | 陸将補 | 田邉揮司良 | 2007年09月01日 - 2009年07月20日                          | 防大24期・ 神戸大院              | 第5施設団長 兼 小郡駐屯地司令                           | 陸上幕僚監部装備部長                             |
| 31 | 陸将補 | 森山尚直   | 2009年07月21日 - 2010年07月25日                          | 防大26期                         | 北部方面総監部幕僚副長                                  | 陸上自衛隊幹部候補生学校長 兼 前川原駐屯地司令   |
| 32 | 陸将補 | 小川清史   | 2010年07月26日 - 2011年08月04日                          | 防大26期                         | 陸上自衛隊研究本部総合研究部長                          | 陸上幕僚監部装備部長                             |
| 33 | 陸将補 | 湯浅悟郎   | 2011年08月05日 - 2013年08月26日                          | 防大28期                         | 中部方面総監部幕僚副長                                  | 陸上幕僚監部装備部長                             |
| 34 | 陸将補 | 高田克樹   | 2013年08月27日 - 2014年08月04日                          | 防大29期                         | 陸上自衛隊富士学校機甲科部長                            | 陸上幕僚監部人事部長                             |
| 35 | 陸将補 | 竹本竜司   | 2014年08月05日 - 2015年08月03日                          | 生徒26期・ 防大31期              | 東部方面総監部幕僚副長                                  | 陸上自衛隊富士学校特科部長                       |
| 36 | 陸将補 | 梶原直樹   | 2015年08月04日 - 2016年06月30日                          | 防大32期                         | 第1特科団長 兼 北千歳駐屯地司令                         | 東北方面総監部幕僚副長                           |
| 37 | 陸将補 | 三宅優     | 2016年07月01日 - 2017年08月01日                          | 防大27期                         | 西部方面特科隊長 兼 湯布院駐屯地司令                    | 退職                                             |
| 38 | 陸将補 | 楠見晋一   | 2017年08月01日 - 2018年07月31日                          | 防大33期                         | 防衛大学校 教育学群統率・戦史教育室長 兼 防衛大学校教授 | 中央情報隊長 兼 陸上総隊司令部情報部長           |
| 39 | 陸将補 | 荒井正芳   | 2018年08月01日 - 2019年08月22日                          | 防大34期                         | 陸上自衛隊教育訓練研究本部 研究部長                     | 陸上幕僚監部防衛部長                             |
| 40 | 陸将補 | 岸良知樹   | 2019年08月23日 - 2020年08月24日                          | 防大38期                         | 陸上幕僚監部人事教育部補任課長                          | 中部方面総監部幕僚副長                           |
| 41 | 陸将補 | 牧野雄三   | 2020年08月25日 - 2021年10月13日                          | 生徒34期・ 防大39期              | 陸上幕僚監部監理部総務課広報室長                        | 第1特科団長 兼 北千歳駐屯地司令                  |
| 42 | 陸将補 | 山下博二   | 2021年10月14日 - 2023年12月21日                          | 防大34期                         | 訓練評価支援隊長                                        | 東部方面総監部幕僚副長                           |
| 43 | 陸将補 | 横田紀子   | 2023年12月22日 - 2025年07月31日                          | 防大41期                         | 東部方面総監部幕僚副長                                  | 第2特科団長 兼 湯布院駐屯地司令                  |
| 44 | 陸将補 | 鹿子島洋   | 2025年08月01日 -                                         | 防大36期                         | 第3施設団長 兼 南恵庭駐屯地司令                         |                                                  |